# オルク・テムル (斉王)
オルク・テムル（Ürüg Temür, モンゴル語: Өрөг төмөр、生没年不詳）は、チンギス・カンの弟のジョチ・カサルの子孫で、モンゴル帝国の皇族。『元史』などの漢文史料では月魯帖木児と記される。

## 概要
カサル家の当主はジョチ・カサルの死後イェグが次ぎ、コルコスンを経てイェスンゲとその息子のシクドゥルが承襲してきた。しかし、シクドゥルはナヤンの叛乱に協力して敗れ、その息子のバブシャがカサル家の当主とされた。バブシャはクルク・カアン（武宗カイシャン）即位時に「斉王」に封ぜられており、以後カサル家当主は斉王と称するようになった。オルク・テムルは『元史』巻107宗室世系表によってバブシャの孫とされるが、息子とする説もある。
オルク・テムルが登場するのはイェスン・テムル・カアンの時代からで、泰定3年（1326年）に斉王位を継ぎ、金印を支給されている。また、泰定4年（1327年）には鈔二万錠を賜っている。
イェスン・テムルが亡くなると、カアン位を巡ってアリギバ（上都派）とトク・テムル（大都派）との間で内戦が勃発し（天暦の内乱）、元朝内の諸王も二派に分かれて争った。この内戦で斉王オルク・テムルは大都側に立って参戦し、東路蒙古元帥ブカ・テムルらとともにアリギバらが籠城する上都を包囲した。オルク・テムルらは上都を攻略して遼王トクト（オッチギン家の当主）らを殺し、諸王の符印を収めることによって大都派の勝利に大きく貢献した。
元来オルク・テムルの属するカサル家はカチウン家、オッチギン家とともに東方三王家を構成し、最も勢力の大きいオッチギン家を中心として西方三王家に比べ政治的一体性の強い集団であった。しかし、ナヤンの叛乱と鎮圧を経て東方三王家は変容を余儀なくされ、三家の結束力は弱まっていた。カサル家の当主が内乱時にオッチギン家の当主を殺すという異常事態は、ナヤンの叛乱に始まるオッチギン家の弱体化に起因するものであると推測されている。
上都の陥落後、オルク・テムルらはアリギバが有していた宝をトク・テムルに奉納し、この功績によってオルク・テムルは大都派の中心人物アラトナシリとともに金500両・銀2500両・鈔10000錠という大額の下賜を受けた。

## 子孫
『元史』巻107宗室世系表ではオルク・テムルの子孫について記述がなく、ジョチ・カサル家はオルク・テムルを以て記述を終えている。しかし、北元時代にホルチン部を支配したボルナイは「斉王」と称しており、斉王オルク・テムルの後裔であると推測されている。